# Вансюммерен, Йохан
Йохан Вансюммерен (нидерл. Johan Vansummeren; род. 4 февраля 1981, Ломмел) — бельгийский профессиональный шоссейный велогонщик, выступающий за команду «Garmin-Cervélo». Победитель гонки Париж — Рубе 2011 года.

## Карьера
Первым серьёзным успехом Вансюммерена стала победа на юниорской версии легендарной гонки Льеж — Бастонь — Льеж в 2003 году. Тогда же бельгиец стал вторым на чемпионате мира по велоспорту в возрастной категории U23: в групповой гонке он уступил только представителю Узбекистана Сергею Лагутину.
Первой профессиональной командой в карьере бельгийца стал скромный Relax-Bodysol, но уже в следующем году Вансюммерен перешёл в сильную команду «Davitamon Lotto». В первой же гонке за новую команду — Туре Даун Андер — Йохан стал четвёртым, однако это достижение так и осталось для него лучшим в сезоне из-за того, что в большинстве гонок он вынужден был помогать лидерам своей команды.
В 2006 году Вансюммерен стал лучшим спринтером Тура Британии, а на следующий год выиграл Тур Польши, одержав попутно свою первую личную победу в профессиональных гонках. В 2007 году он был назван одним из лучших помощников в пелетоне за свою работу на лидера команды — Кэдела Эванса — на Тур де Франс.
В 2008 году бельгиец показал высокий восьмой результат на легендарной Париж — Рубе, а спустя год улучшил своё достижение на этой гонке, став пятым. В составе национальной сборной Вансюммерен принял участие в пекинской Олимпиаде, став 41-м в групповой гонке на 245 километров.
2010 год Вансюммерен начал в новой команде — «Garmin», в которой он должен был стать одним из лидеров команды на весенних однодневных гонках. Однако на Париж — Рубе бельгийца поджидала неудача — он не смог закончить гонку.
На Париж — Рубе 2011 года Вансюммерен отправился уже не в качестве лидера, а в качестве помощника Тура Хусховда и Роджера Хэммонда. Несмотря на это Йохан попал в хороший отрыв, а за 15 километров до финишной черты в Рубе смог оторваться от своих попутчиков. В итоге Вансюммерен смог выиграть 19 секунд у ближайшего преследователя — швейцарца Фабиана Канчеллары. Этот успех позволил ему подняться на 13-е место в рейтинге UCI World Tour.

## Личная жизнь
После победы на Париж-Рубе Йохан Вансюммерен сделал предложение своей девушке Жасмин, которая награждала гонщиков на Энеко Туре в 2011 году. 27 октября 2012 пара сыграла свадьбу.